# Pic superbe
Campephilus haematogaster
Espèce
Statut de conservation UICN

 LC  : Préoccupation mineure
Le Pic superbe (Campephilus haematogaster) est une espèce d'oiseaux de la famille des Picidae.

## Répartition
Son aire de répartition s'étend sur le Panamá, la Colombie, le Pérou et l'Équateur.

## Liste des sous-espèces
D'après le Congrès ornithologique international, cette espèce est constituée des deux sous-espèces suivantes :
- Campephilus haematogaster haematogaster (Tschudi, 1844) ;
- Campephilus haematogaster splendens Hargitt, 1889.